# Skroda Wielka
Skroda Wielka – wieś w Polsce położona w województwie podlaskim, w powiecie kolneńskim, w gminie Grabowo. Leży nad Skrodą dopływem Pisy.
Wieś szlachecka położona była w drugiej połowie XVI wieku w powiecie kolneńskim ziemi łomżyńskiej. Na przełomie 1783/1784 wieś, zapisana jako Skroda leżała w parafii Grabowo, dekanat wąsoski diecezji płockiej i była własnością ośmiu rodzin szlacheckich: Brzostowskiego, Dobrzyckiego, Filipkowskiego, Górskich, Karwowskich, Romatowskich, Skrodzkich i Swęszkowskiego. W latach 1975–1998 miejscowość administracyjnie należała do województwa łomżyńskiego.
Wierni kościoła rzymskokatolickiego należą do parafii św. Jana Chrzciciela w Grabowie.